# Bessenay
Bessenay es una comuna francesa situada en el departamento de Ródano, de la región de Auvernia-Ródano-Alpes.

## Demografía
| 1 306 | 1 252 | 1 303 | 1 572 | 1 611 | 1 830 | 2 253 | 2 293 |
| Para los censos de 1962 a 1999 la población legal corresponde a la población sin duplicidades (Fuente: INSEE [Consultar]) |       |       |       |       |       |       |       |